# (8215) Zanonato
(8215) Zanonato – planetoida z pasa głównego okrążająca Słońce w ciągu 3 lat i 223 dni w średniej odległości 2,35 au. Została odkryta 31 marca 1995 roku w obserwatorium w Nachi-Katsuura przez Yoshisadę Shimizu i Takeshiego Uratę. Nazwa planetoidy pochodzi od Flavio Zanonato (ur. 1950), biznesmena i społecznika, który przez 15 lat wspierał inicjatywę przywrócenia wielkiego zegara astronomicznego w Padwie. Przed nadaniem nazwy planetoida nosiła oznaczenie tymczasowe (8215) 1995 FZ.